# Fourmetot
Fourmetot ist eine Ortschaft und eine ehemalige französische Gemeinde mit 674 Einwohnern (Stand: 1. Januar 2022) im Département Eure in der Region Normandie. Sie  gehörte zum Kanton Pont-Audemer. Die Einwohner werden Fourmetotois genannt.
Mit Wirkung vom 1. Januar 2019 wurden die früheren Gemeinden Fourmetot, Saint-Ouen-des-Champs und Saint-Thurien zur Commune nouvelle Le Perrey zusammengeschlossen und haben in der neuen Gemeinde den Status einer Commune déléguée. Der Verwaltungssitz befindet sich im Ort Fourmetot.

## Geografie
Fourmetot liegt etwa 42 Kilometer südöstlich von Le Havre im Roumois. Umgeben wird Fourmetot von den Ortschaften Trouville-la-Haule im Norden, Bourneville-Sainte-Croix im Osten und Nordosten, Valletot im Osten, Corneville-sur-Risle im Süden und Südosten, Manneville-sur-Risle im Süden und Südwesten, Saint-Ouen-des-Champs im Westen und Nordwesten sowie Saint-Thurien im Nordwesten.

## Geschichte
| Jahr      | 1793 | 1806 | 1856 | 1886 | 1901 | 1954 | 1962 | 1968 | 1975 | 1982 | 1990 | 1999 | 2006 | 2013 |
| --------- | ---- | ---- | ---- | ---- | ---- | ---- | ---- | ---- | ---- | ---- | ---- | ---- | ---- | ---- |
| Einwohner | 715  | 684  | 646  | 505  | 435  | 411  | 441  | 384  | 386  | 434  | 520  | 552  | 645  | 643  |

## Kultur und Sehenswürdigkeiten
- Kirche Notre-Dame aus dem 13. Jahrhundert, seit 1932 Monument historique
- Kirche Saint-André in Lilletot
- Schloss Le Hamel aus dem 16. Jahrhundert
- Herrenhaus La Croisée aus dem 17. Jahrhundert

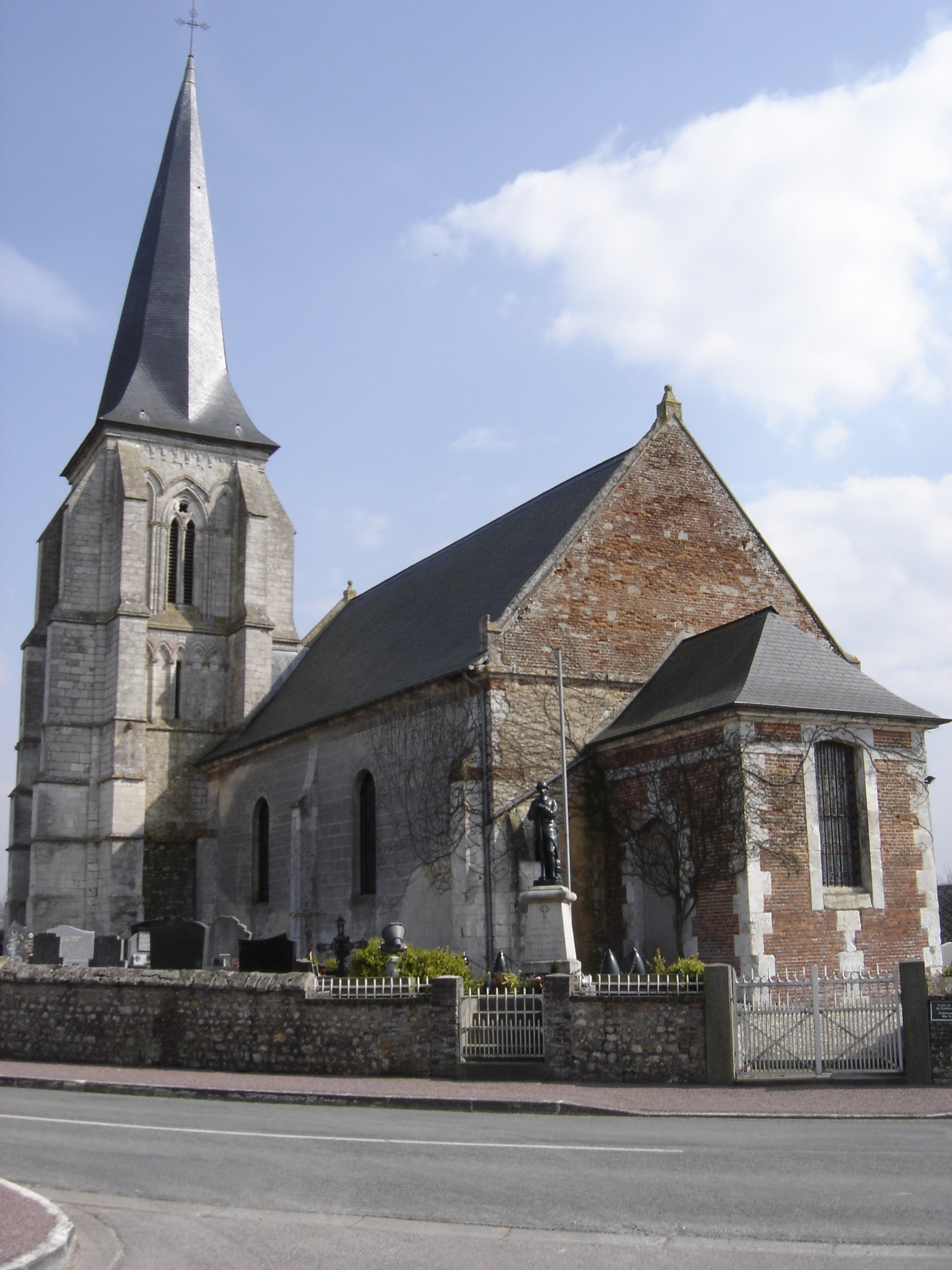
Kirche Notre-Dame